# Cohors II Aurelia Dacorum
Die Cohors II Aurelia Dacorum [pia fidelis] [milliaria] [equitata] [Antoniniana] (deutsch 2. Kohorte die Aurelische der Daker [loyal und treu] [1000 Mann] [teilberitten] [die Antoninianische]) war eine römische Auxiliareinheit. Sie ist durch Militärdiplome, Inschriften und Ziegelstempel belegt. In einem Militärdiplom wird sie als Cohors III Aurelia Dacorum bezeichnet.

## Namensbestandteile
- Aurelia: Die Ehrenbezeichnung bezieht sich auf Mark Aurel.

- Dacorum: der Daker. Die Soldaten der Kohorte wurden bei Aufstellung der Einheit aus dem Volk der Daker rekrutiert.

- pia fidelis: loyal und treu. Der Zusatz kommt in einer Inschrift[2] vor.

- milliaria: 1000 Mann. Je nachdem, ob es sich um eine Infanterie-Kohorte (Cohors milliaria peditata) oder einen gemischten Verband aus Infanterie und Kavallerie (Cohors milliaria equitata) handelte, lag die Sollstärke der Einheit entweder bei 800 oder 1040 Mann. Der Zusatz kommt in einer Inschrift[2] vor.

- equitata: teilberitten. Die Einheit war ein gemischter Verband aus Infanterie und Kavallerie. Der Zusatz kommt in einer Inschrift[2] vor.

- Antoniniana: die Antoninianische. Eine Ehrenbezeichnung, die sich auf Caracalla (211–217) oder auf Elagabal (218–222) bezieht. Der Zusatz kommt auf Ziegeln[3] vor.

Die Einheit war eine Cohors milliaria equitata. Die Sollstärke der Einheit lag daher bei 1040 Mann, bestehend aus 10 Centurien Infanterie mit jeweils 80 Mann sowie 8 Turmae Kavallerie mit jeweils 30 Reitern.

## Geschichte
Die Kohorte war in der Provinz Pannonia inferior stationiert. Sie ist auf Militärdiplomen für das Jahr 193 n. Chr. aufgeführt.
Die Einheit wurde durch Mark Aurel (161–180), vermutlich im Zusammenhang mit den Markomannenkriegen, aufgestellt. Der erste Nachweis der Einheit in Pannonia inferior beruht auf Diplomen, die auf 193 datiert sind. In den Diplomen wird die Kohorte als Teil der Truppen (siehe Römische Streitkräfte in Pannonia) aufgeführt, die in der Provinz stationiert waren.
Der letzte Nachweis der Einheit beruht auf Ziegeln, die auf 211/222 datiert werden.

## Standorte
Standorte der Kohorte in der Provinz Pannonia inferior waren möglicherweise:
- Cornacum (Sotin): eine Inschrift[2] und Ziegel[7] wurden hier gefunden.

## Angehörige der Kohorte
Folgende Angehörige der Kohorte sind bekannt:
- Iustus, ein Optio (CIL 03, 15184,16)
- T(itus) Fl(avius) Magianus, ein Tribun (CIL 03, 6450)